# Município Virei
Município Virei är en kommun i Angola.   Den ligger i provinsen Namibe, i den sydvästra delen av landet, 800 km söder om huvudstaden Luanda.
Omgivningarna runt Município Virei är i huvudsak ett öppet busklandskap. Runt Município Virei är det mycket glesbefolkat, med 2 invånare per kvadratkilometer.